# Tschechrak (Adygeja, Koschechablski, Dmitrijewskoje)
Tschechrak (russisch Чехрак) ist ein Dorf (posjolok) im Siedlungsgebiet Dmitrijewski im Rajon Koschechablski in der autonomen Republik Adygeja in Südrussland. Tschechrak hat 499 Einwohner (Stand 2019). Tschechrak liegt 12 km nordwestlich von Koschechabl (dem Verwaltungszentrum des Bezirks) auf der Straße. Druschba ist der nächstgelegene ländliche Ort.